# Estádio Eladio Rosabal Cordero
O Estádio Eladio Rosabal Cordero (em castelhano: Estadio Eladio Rosabal Cordero) é um estádio de futebol localizado na cidade de Heredia, na Costa Rica. Inaugurado em 21 de agosto de 1949, é de propriedade do Herediano, tradicional clube do país, que manda ali seus jogos oficiais por competições nacionais e continentais. Atualmente, sua capacidade máxima é de 8 068 espectadores.[carece de fontes?]